# Liste der Kulturdenkmäler in Böbingen (Pfalz)
In der Liste der Kulturdenkmäler in Böbingen sind alle Kulturdenkmäler der rheinland-pfälzischen Ortsgemeinde Böbingen aufgeführt. Grundlage ist die Denkmalliste des Landes Rheinland-Pfalz (Stand: 14. August 2023).

## Einzeldenkmäler
| Bezeichnung                           | Lage                         | Baujahr                           | Beschreibung                                                                                         | Bild                           |
| ------------------------------------- | ---------------------------- | --------------------------------- | --- | ------------------------------ |
| Kriegerdenkmal                        | Hauptstraße Lage             | nach 1930                         | Kriegerdenkmal 1914/18; reliefierter Sandsteinpfeiler, von Ludwig Kern, nach 1930; nach 1945 ergänzt | weitere Bilder Fotos hochladen |
| Katholische Pfarrkirche St. Sebastian | Hauptstraße, bei Nr. 19 Lage | um 1500                           | spätgotischer Westturm, um 1500, barocker Saal, 1758                                                 | weitere Bilder Fotos hochladen |
| Protestantische Kirche                | Hauptstraße 24 Lage          | 19. Jahrhundert                   | klassizistischer Saalbau                                                                             | weitere Bilder Fotos hochladen |
| Wohnhaus                              | Hauptstraße 27 Lage          | 18. Jahrhundert                   | barockes Fachwerkwohnhaus, 18. Jahrhundert                                                           | Fotos hochladen                |
| Hofanlage                             | Hauptstraße 29 Lage          | 18. Jahrhundert                   | Hakenhof; eineinhalbgeschossiges barockes Fachwerkhaus, 18. Jahrhundert; bezeichnet 1740 (Bild)      | Fotos hochladen                |
| Wohnhaus                              | Hauptstraße 40 Lage          | 1680                              | barockes Fachwerkhaus, bezeichnet 1680                                                               | Fotos hochladen                |
| Rat- und Schulhaus                    | Hauptstraße 71 Lage          | Anfang des 19. Jahrhunderts       | ehemaliges Rat- und Schulhaus; klassizistischer Putzbau, Anfang des 19. Jahrhunderts                 | Fotos hochladen                |
| Wohnhaus                              | Hauptstraße 106 Lage         | 1785                              | eineinhalbgeschossiges Fachwerkhaus, teilweise massiv, bezeichnet 1785                               | Fotos hochladen                |
| Wohnhaus                              | Hauptstraße 108 Lage         | erste Hälfte des 18. Jahrhunderts | barockes Fachwerkwohnhaus, erste Hälfte des 18. Jahrhunderts                                         | Fotos hochladen                |

## Ehemalige Kulturdenkmäler
| Bezeichnung | Lage                | Baujahr | Beschreibung | Bild            |
| ----------- | ------------------- | ------- | --- | --------------- |
| Wohnhaus    | Hauptstraße 55 Lage | 1709    | barockes Fachwerkwohnhaus, teilweise massiv, bezeichnet 1709; aus Denkmalliste gelöscht und durch Neubau ersetzt | Fotos hochladen |